# Barbara Goodson
Barbara Dale Goodson (Brooklyn, 16 agosto 1949) è un'attrice e doppiatrice statunitense.

## Filmografia parziale

### Doppiatrice
- Lilli e il vagabondo II - Il cucciolo ribelle (2000)
- Digimon (26 episodi, 2000-2002)
- Warcraft III: The Frozen Throne (2003) - Dama Vashj
- World of Warcraft: The Burning Crusade (2004) - Dama Vashj
- Star Wars: The Clone Wars (7 episodi, 2010-2014)
- Naruto Shippuden - (Vecchia Chiyo)
- Sailor Moon SuperS - (Zirconia)
- DearS - (Madre di Oihiko)
- DanDaDan - (Turbo-Nonna)

## Doppiatrici italiane
Come doppiatrice, è stata sostituita da:
- Caterina Rochira in The Darkness II, Monster Hunter Wilds
- Patrizia Mottola in World of Warcraft
- Simona Biasetti in Beyblade X